# Relentless Seven
Relentless Seven ou Relentless7 est le nom du groupe de rock avec lequel Ben Harper joue depuis 2009.

## Origine
Ben Harper a rencontré le leader du groupe Wan Santo Condo alors que ce dernier le conduisait à un concert

« Un chauffeur qui conduisait mon groupe de l’hôtel jusqu’à notre salle de concert, m’a fait écouté sa cassette de démo. J’ai adoré sa démo et je l’ai aidé à avoir un contrat d’enregistrement. Ils ont signé le contrat, ont fait l’album puis se sont séparés. Je suis resté ami avec eux, et au travers de ma relation avec la guitariste et chanteur Jason Mozersky, je les ai contactés, 12 ans plus tard, pour former ce groupe. Je les ai rencontrés en 1997, je crois, et en 2005, j’enregistrais l’album Both Sides of the Gun. Jason Mozersky est venu dans le studio jouer sur un morceau. Il m’a présenté à ses deux amis avec lesquels il jouait à cette période. Je ne les avais jamais entendus mais ils étaient vraiment géniaux, donc je leur ai dit de revenir le lendemain pour jouer ensemble. Il en est ressorti la chanson Serve Your Soul, la dernière chanson sur l’album Both Sides of the Gun. Et j’ai su à ce moment-là [...], qu’il fallait que je fasse de la musique avec ces trois mecs ! »

— Ben Harper

## Musiciens
- Ben Harper - Guitares, Voix
- Jason Mozersky - Guitare
- Jesse Ingalls - Guitare Basse, Clavier
- Jordan Richardson - Batterie

## Discographie

### Albums
- 2009 : White Lies for Dark Times
- 2010 : Live from the Montreal International Jazz Festival

## Vidéographie
- 2010 : Live from the Montreal International Jazz Festival

## Sources
(avril 2009).
- (en + fr) Site officiel de Ben Harper & Relentless7
- (en) « Exclusive: Ben Harper's New Band!!! », Rolling Stone 10 novembre 2008